# Kuarrhaphis cretacea
Kuarrhaphis cretacea és una espècie d'esponja calcària, marina i amb espícules formades per carbonat de calci. L'esponja és l'única espècie del gènere Kuarrhaphis, de la família Trichogypsiidae. El nom científic de l'espècie va ser publicat per primera vegada el 1872 per Ernst Haeckel.